# Gudmund Nyeland Brandt
Gudmund Nyeland Brandt (* 17. März 1878 in Frederiksberg, Dänemark; † 30. April 1945 in Ordrup) war ein dänischer Gärtner und Landschaftsarchitekt. Er entwarf Gärten aller Art, auch Friedhöfe, Spielplätze und öffentliche Grünflächen. Sein sachlicher Stil war (stadt)planerischer und gartenhandwerklicher Zweckmäßigkeit verpflichtet.

## Herkunft und Ausbildung
Gudmund Brandt war der Sohn von Peter Brandt (gestorben 1918), einem Handelsgärtner, und dessen Ehefrau Anne (geborene Nyeland, gestorben 1918). Brandt besuchte das Gymnasium in Ordrup. Nach einer Lehre in einer Gärtnerei in Valby von 1899 bis 1901 setzte er seine Ausbildung außerhalb Dänemarks fort: 1901 und 1902 hielt er sich in England, 1903 in Paris auf (Jardin des Plantes). Er kehrte nach Dänemark zurück und arbeitete ab 1906 für die Kommunalverwaltung Gentofte als Gärtner.
Ab 1906 (bis 1914) hatte Brandt auch ein eigenes Planungsbüro. 1906 und 1907 war er Redakteur der Gartenzeitschrift Gartnertidende. Er heiratete 1909 Gerda Petersen (1880–1941), Tochter eines Handelsgärtners. Brandt führte gartengestalterische Aufgaben jedweder Art aus: Villengärten, Sport- und Spielplätze, Grabgestaltungen, Kleingartenanlagen und einfache Begrünungen in Wohnvierteln.
Brandt galt zeitgenössisch als Erneuerer der dänischen Gartenarchitektur in der Folge von Henrik August Flindt. In Deutschland entwickelte unter anderem Ferdinand Tutenberg vergleichbare gestalterische Lösungen.

## Projekte (Auswahl)
- Ordrup Kirkegård, Erweiterungen (1910–1927)
- Hellerup Strandpark, Hellerup (1912–1918)
- Brandts Privatgarten, Ordrup, mit weißen und gelben Blumenbeeten (1926)
- Marienlyst, Helsingør, Umgestaltung des Parks (1919–1920)
- Mariebjerg Kirkegård, Gentofte, Friedhofsgestaltung (1926–1936)
- Villengarten für Vagn Carl Jacobsen, Rungsted (1925–1927; zerstört)
- Vindbyholt, Garten für Else Krak (1928)
- Zoologischer Garten Kopenhagen, Frederiksberg, Neugestaltung (1934)
- Dachgarten Radiohuset, Kopenhagen (1940–1941; erweitert 1956–1957 von Palle Schmidt)
- Vergnügungspark Tivoli, Kopenhagen, Terrasse mit Springbrunnen (1943)

Darüber hinaus veröffentlichte Brandt 1915 ein Buch über Staudenpflanzen (Stauder, en Vejledning for Havevenner), das drei Auflagen erfuhr und verfasste Beiträge für Fachzeitschriften. Er lehrte Gartenkunst von 1924 bis 1941 an der Architektenschule der Kunstakademie in Kopenhagen. 1929 wurde er Ritter des Dannebrog. Er wurde 1937 für die Gestaltung des Mariebjerg Kirkegård mit der Eckersberg-Medaille und 1945 mit der C.F. Hansen Medaille ausgezeichnet. Brandt wurde nach seinem Tod 1945 auf dem Friedhof von Ordrup beigesetzt.